# Noorddorp
Noorddorp is een buurtschap aan de noordkant van Heemskerk. De ongeveer 300 inwoners zijn vrijwel allen actief in de agrarische sector. Noorddorp is van oorsprong katholiek. De buurtschap is gelegen aan de Rijksstraatweg, de doorgaande weg van Heemskerk naar Castricum, om welke reden Noorddorp vroeger een rustplaats was voor de paarden die koetsen en karren trokken van Haarlem naar Alkmaar.
Tegenwoordig is daarvan niets meer over. De inwoners van Noorddorp wonen er veelal lange tijd en zijn zeer plaatsgebonden. De achternaam Beentjes is een veel gehoorde naam in Noorddorp.
Op 15 minuten fietsen van het dorpscentrum van Heemskerk is de gerichtheid op Heemskerk groter dan die op Castricum. Dit is te merken aan de Heemskerkse tongval waarmee de Noorddorpers praten.
In de buurt van Noorddorp aan de huidige Rijksstraatweg, schuin tegenover de Marquettelaan, is het Huldtoneel. Het is een kunstmatige heuvel, een van de historische monumenten van Heemskerk, waar ooit de Graven van Holland werden ingehuldigd.
In de buurtschap stond tevens het kasteel De Vlotter. 

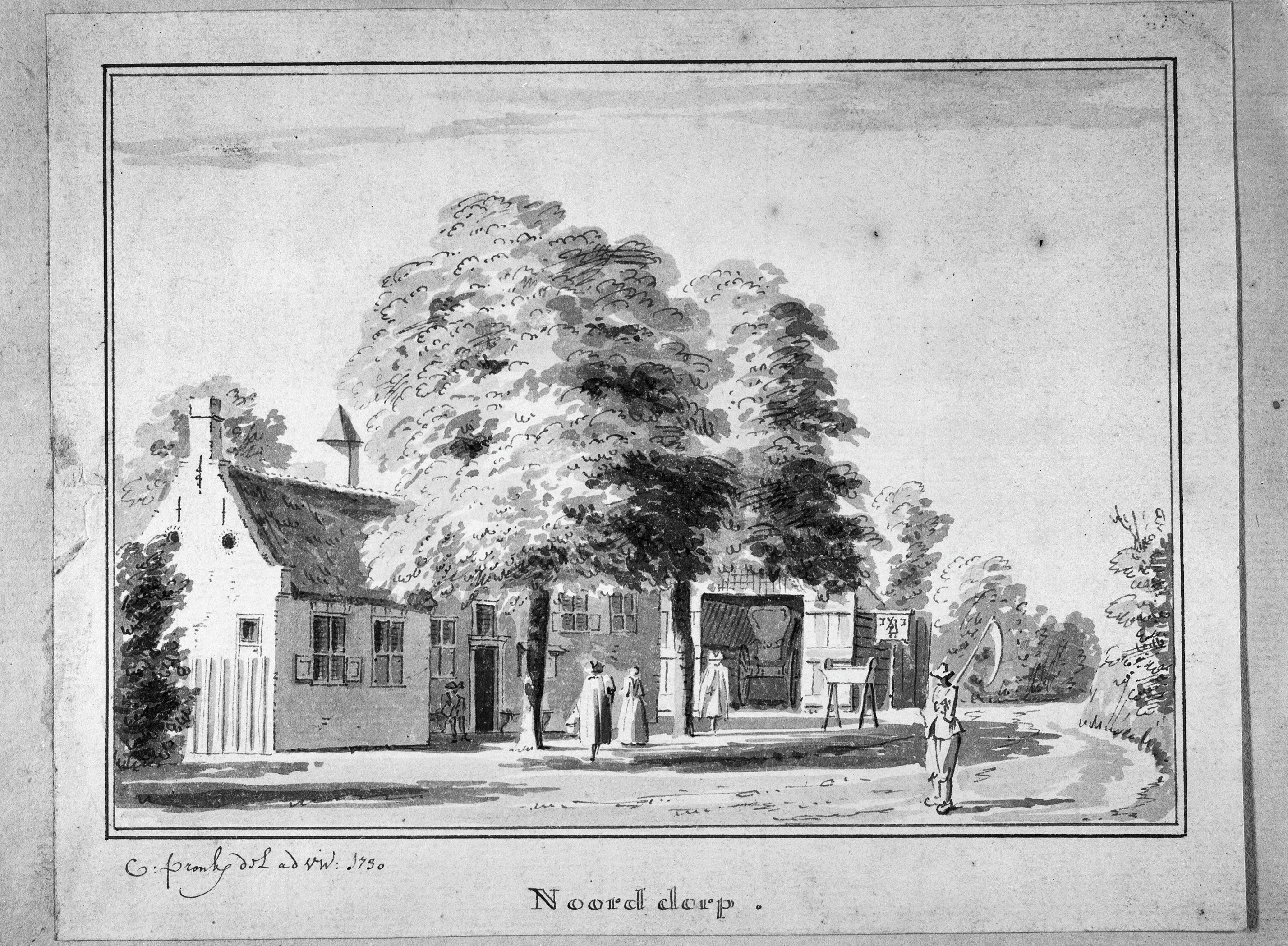
Dorpsgezicht door C. Pronk.

Dorp: Heemskerk     
Buurtschappen: Heemskerkerduin · Noorddorp
Noord-Holland: Steden en dorpen      Nederland: Provincies · Gemeenten